# Алжиро-руандийские отношения
Алжиро-руандийские отношения — двусторонние дипломатические отношения между Алжиром и Руандой.

## История
Дипломатические отношения были установлены 25 ноября 1975 года.
19-20 февраля 2025 года Руанду посетил начальник Генерального штаба Национальной народной армии Саид Шенгрихи. Визит командного состава алжирской армией в Руанду включал в себя ряд официальных встреч, в первую очередь визит в штаб руандийской армии, где он был принят генералом Мубарахом (начальник штаба обороны) и министром обороны Руанды Жювеналем Маризамундой. В ДР Конго осудили такую встречу из-за их конфликта с Руандой и повстанческой группировкой М23, которая поддерживается Руандой.

## Визиты президентов
4 июня 2025 года президент Руанды Поль Кагаме посетил Алжир. Президенты обеих стран провели переговоры. Были подписаны соглашения в следующих сферах: авиасообщение, безвизовый режим, телекоммуникации, полиция, фармацевтическая промышленность, высшее образование, сельское хозяйство, предпринимательство, юстиция, профессиональное обучение и продвижение инвестиций. После встречи Поль Кагаме заявил об открытии посольства в Алжире.